# Gryllica prava
Gryllica prava là một loài bọ cánh cứng trong họ Cerambycidae.